# Otto-Ernst Flick
Otto-Ernst Flick (* 27. Juni 1916; † 4. Januar 1974 in Meerbusch) war ein deutscher Industrieller, vor allem in der Montanindustrie.

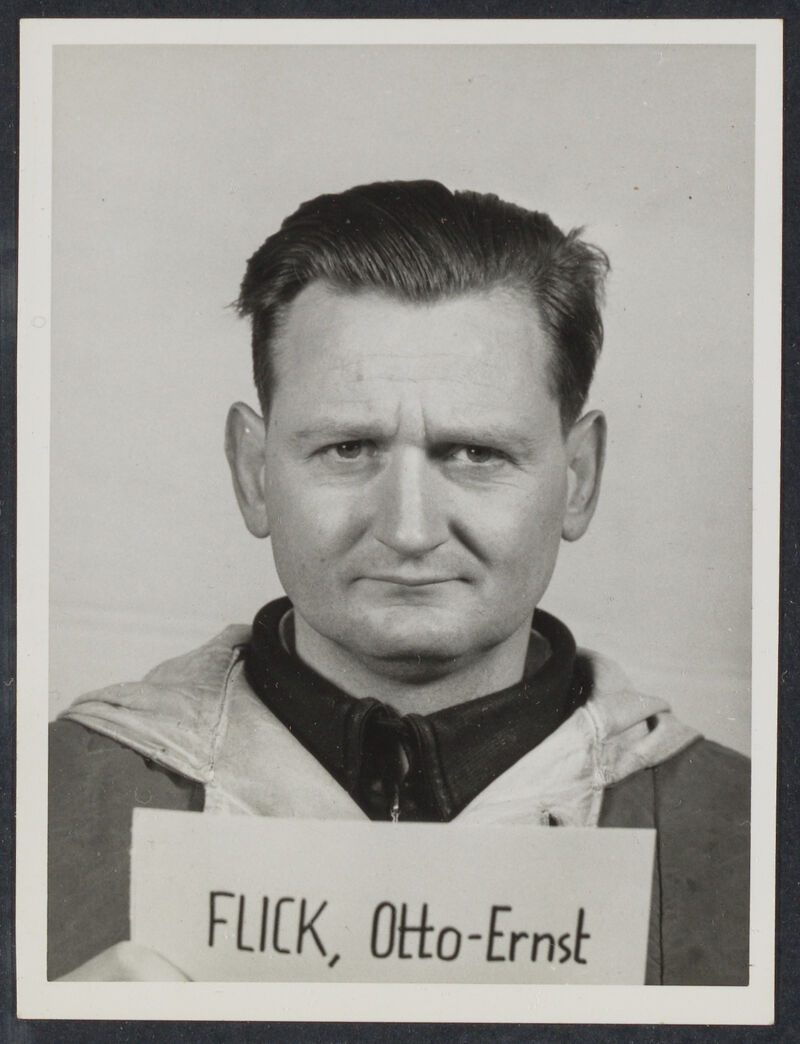
Otto-Ernst Flick während des Flickprozesses

## Leben
Flick war der älteste der drei Söhne von Marie und Friedrich Flick. Nach dem Abitur begann er ein volkswirtschaftliches Studium, brach dieses aber zu Gunsten einer kaufmännischen Lehre bei den Hüttenwerken Siegerland AG ab. Im Jahr 1937 trat Flick in den von seinem Vater geleiteten Konzern ein. Anfangs war er Prokurist der Maxhütte in Unterwellenborn in Thüringen. Zwischen 1941 und 1944 war er Vorsitzender der Geschäftsführung der Rombacher Hüttenwerke in Rombas (Lothringen). Nachdem der Betrieb durch den Vormarsch der alliierten Truppen für den Flickkonzern verloren war, wurde Otto-Ernst Flick seit Januar 1945 Geschäftsführer der Maximianshütte in Sulzbach-Rosenberg. In den Jahren zwischen 1939 und 1945 wurden ihm wie auch seinem Bruder Friedrich Karl Flick in verschiedenen Schritten erhebliche Anteile am Familienkonzern überschrieben. Der Anteil der beiden Brüder lag 1945 bei je 45 %. Dennoch behielt der Vater im Unternehmen das eigentliche Sagen.
Wie sein Vater wurde auch Otto-Ernst Flick nach Kriegsende verhaftet und unter Anklage gestellt. Im Jahr 1949 gründete er in München die Firma „Süd-Ferrum.“ Diese machte in den Jahren des Stahlmangels nach dem Krieg gute Geschäfte. Der Familienkonzern dagegen hatte insbesondere durch den Verlust der Werke in Ost- und Mitteldeutschland erheblich an Bedeutung verloren. Dem Vater gelang es aber bald, durch verschiedene Maßnahmen und geschickte Investitionen den Wert des Konzerns wieder zu steigern.
Otto-Ernst Flick gab 1953 den eigenen Betrieb auf und trat in die Konzernleitung des Familienunternehmens ein. Unter anderem saß er in den Aufsichtsräten von elf zum Konzern gehörenden Firmen. Im Jahr 1956 wurde er zudem zum Generalbevollmächtigten der Flick KG ernannt. Sein Hauptaufgabengebiet umfasste dabei die montanindustriellen Teile des Konzerns.
Zwischen Otto-Ernst und seinem Vater kam es aber bald zu Konflikten. Diese führten dazu, dass Otto-Ernst Flick zunächst aus den Aufsichtsräten verdrängt wurde und er 1958 auch die Generalvollmacht wieder verlor. Gleichzeitig schrumpfte sein Anteil am Unternehmen auf 19 Prozent. Nach einer vorübergehenden Versöhnung wurde Otto-Ernst Vorstandsvorsitzender der Lübecker Eisenhüttenwerke. Weitere familieninterne Konflikte führten dazu, dass Otto-Ernst Flick 1963 die Auflösung der Friedrich Flick KG beantragte. In dem darauf folgenden Gerichtsverfahren wurde Mitte Juni 1963 eine entsprechende Klage abgewiesen. Auch in einem zweiten juristischen Verfahren konnte sich sein Vater 1965 durchsetzen.
Im Jahr 1966 schied Otto-Ernst Flick endgültig aus dem Unternehmen aus und erhielt dafür eine Abfindung. Er investierte die beträchtliche Summe vor allem in Grundbesitz in Kanada, den USA und Italien.

## Ehe und Nachkommen
Otto-Ernst Flick hatte mit seiner Ehefrau Barbara, geb. Raabe, Tochter von Karl Raabe, drei Kinder:
- Gert-Rudolf (* 1943)
- Friedrich Christian (* 1944), ⚭ Maya Gräfin von Schönburg-Glauchau (geschieden)
- Dagmar (* 1951)